# Elizabeth Cass
Pour les articles homonymes, voir Cass.
Elizabeth Cass (née en 1863 à Grantham, et morte en 1956) est une couturière britannique qui fut accusée à tort de prostitution en 1887 et dont la cause fut célèbre.
Le soir du 28 juin 1887, sur Regent Street où elle venait faire des achats de tissus pour son employeur Mrs. Mary Ann Bowman, Elizabeth Cass fut arrêtée par l'agent Endacott pour racolage et prostitution puisque, selon lui, c'était la troisième fois qu'il la surprenait à s'adonner à ce genre de pratique sur cette rue. Jugée le lendemain, son employeur vint témoigner en sa faveur : Elizabeth Cass venait d'arriver à Londres pour travailler chez elle et c'était la première fois qu'elle sortait le soir. Mrs Bowan fut inébranlable dans son témoignage. Le juge Newton acquitta Elizabeth Cass, mais en des termes qui montraient qu'il ne croyait en rien à son innocence.
Dès le lendemain, les deux femmes se plaignirent du traitement qu'elles avaient subi. L'affaire fut évoquée à la Chambre des Communes le 1er juillet, mais le Home Secretary Henry Matthews ne jugea pas nécessaire de mener une enquête. Les députés passèrent outre et l'enquête commença le 11 juillet. Elle conclut le 26 que l'arrestation n'avait pas été justifiée mais qu'il n'y avait pas lieu de sanctionner qui que ce fut.
Entre-temps, les deux femmes avaient porté plainte contre l'agent Endacott pour faux témoignage. Le 1er novembre, le tribunal conclut qu'il n'y n'avait pas lieu de le condamner car il s'était trompé de bonne foi.
Tout au long des affaires judiciaires, Elizabeth Cass reçut de nombreux soutiens, comme celui de W. T. Stead et de sa Pall Mall Gazette.